# Massaker von Cervarolo und Monchio

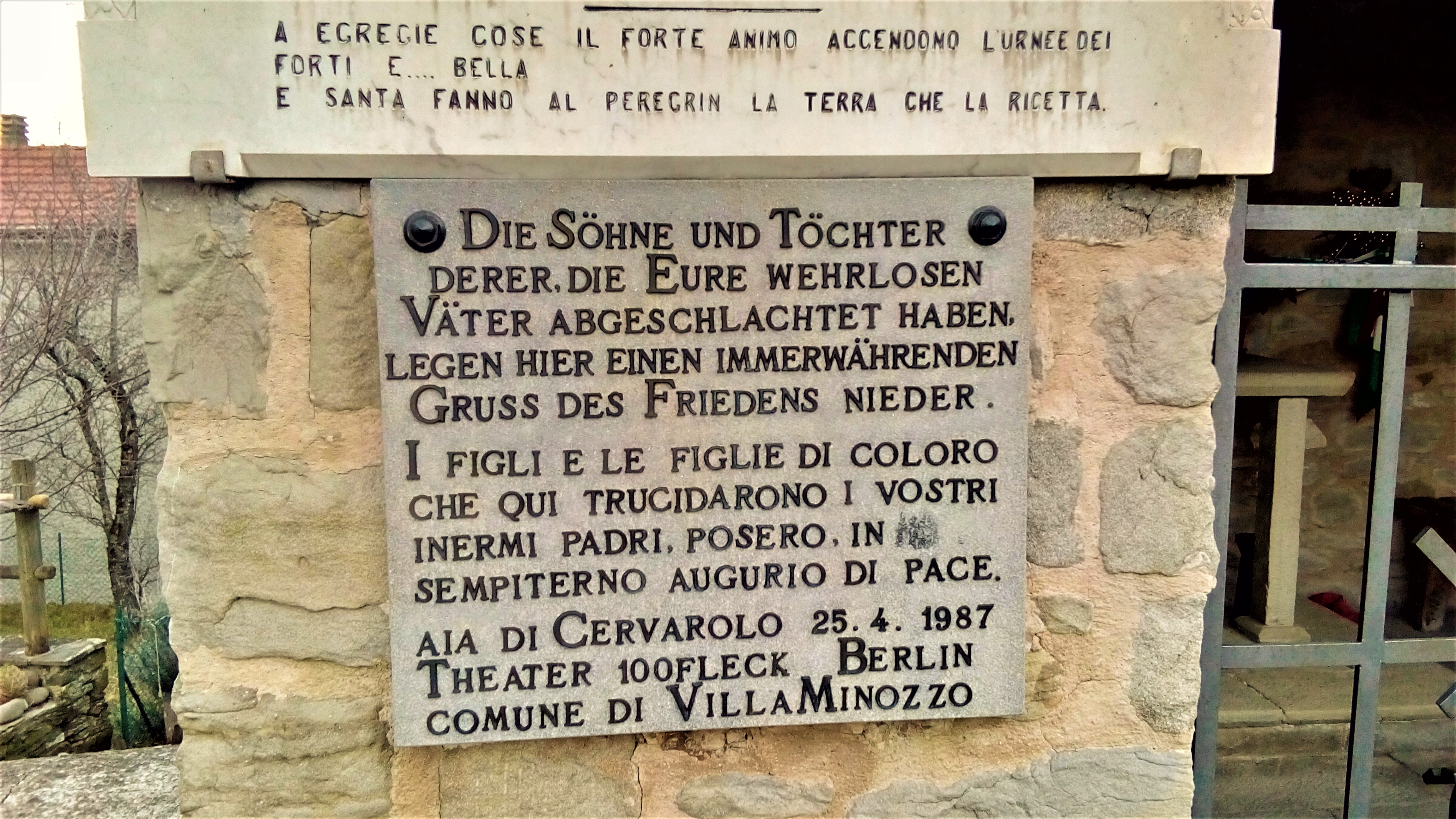
Gedenktafel in Cervarolo

Die Massaker von Monchio und Cervarolo fanden im März 1944 statt, als sich die Wehrmacht bereits auf dem Rückzug aus Italien befand. Davon betroffen waren nicht nur die beiden Dörfer, sondern weitere Weiler und Bauernhöfe in ihrer Umgebung. Das Massaker wurde von der Fallschirm-Aufklärungsabteilung Hermann Göring der Fallschirm-Panzer-Division 1 Hermann Göring verübt. Die Dörfer und Siedlungen liegen im nördlichen Apennin, etwa 50 Kilometer südwestlich von Bologna.
Als Anlass für die Massaker dienten der Wehrmacht Partisanenüberfälle. Es ging allerdings dabei nicht um direkte Partisanenbekämpfung, sondern um die Einschüchterung der zivilen Bevölkerungen durch Tötungen, Misshandlungen und Brandschatzungen.

## Vorgeschichte
Den Massakern vorausgegangen sein soll ein Partisanenüberfall am 8. März 1944, wobei mehrere Soldaten der Wehrmacht und auch acht italienische Faschisten erschossen wurden. Die Aufklärungsabteilung befehligte Rittmeister Kurt-Christian von Loeben. Die militärische Operation sollte am 18. März 1944 die sogenannte „Bandenbekämpfung“ gegen 200 vermutete Partisanen im Raum von Monte Santa Giulia durchführen, der südlich von Reggio Emilia liegt. An der Operation beteiligt waren die 2. und 4. Kompanie und eine Gruppe des Pionierzugs der 5. Kompanie der Aufklärungsabteilung. Von Loeben beauftragte Hauptmann Richard Heimann mit der Durchführung der Massaker.

## Massaker von Susano, Vallimperchio und Costrignano
Mit dem Artilleriebeschuss von Susano (⊙) am 18. März 1944, ein Dorf mit 250 Bewohnern, begann das Massaker. Als die Soldaten die Häuser erreicht hatten, schossen sie Leuchtraketen ab, das Zeichen den Beschuss des umzingelten Dorfs zu beenden. Anschließend drangen die Soldaten in Häuser ein. Sie plünderten und zwangen Männer die Munitionskisten zu tragen. Wer sich weigerte oder zu schwach war, wurde erschossen. In Vallimperchio, einem Gehöft in der Nähe von Susano, wurden 22 Personen erschossen, darunter Frauen und Kinder. Gleiches geschah in Costrignano (⊙). Männer, vor allem alte und schwache, wurden sofort erschossen und Träger nach ihrer Verwendung. Insgesamt wurden 33 Personen ermordet. In Lama di Monchio wurden fünf Männer erschossen, vier wurden zum Lastentransport gezwungen.

## Massaker von Monchio
Anschließend erreichten die Soldaten das Dorf Monchio (⊙). Das Gelände um das Dorf und seine Weiler wurden abgesucht und die festgehaltenen Männer auf ein Feld getrieben und dort erschossen. 20 Träger und weitere zehn Männer aus dem Weiler San Vitale (⊙) wurden ebenfalls erschossen. In dem Massaker starben 67 Männer, eine Frau und vier Jugendliche im Alter von 14 bis 16 Jahre. Nach Carlo Gentile wurden 127 Menschen ermordet. Es gibt in anderen Quellen höhere Opferzahlen. Nach einer Schätzung wurden etwa 150 Häuser zerstört.

## Massaker von Cervarolo

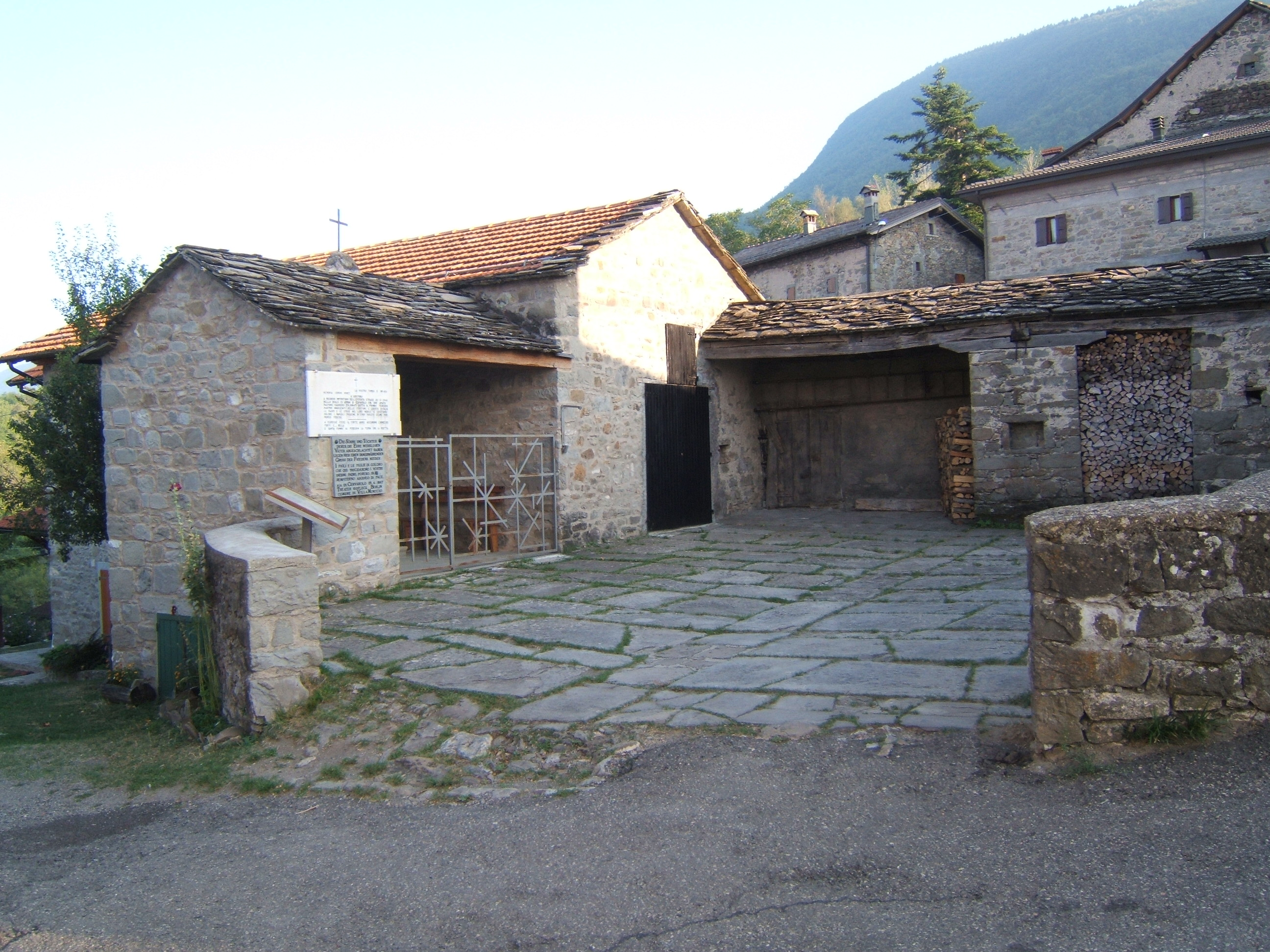
Der Dreschplatz in Cervarolo, auf dem 24 Männer erschossen wurden

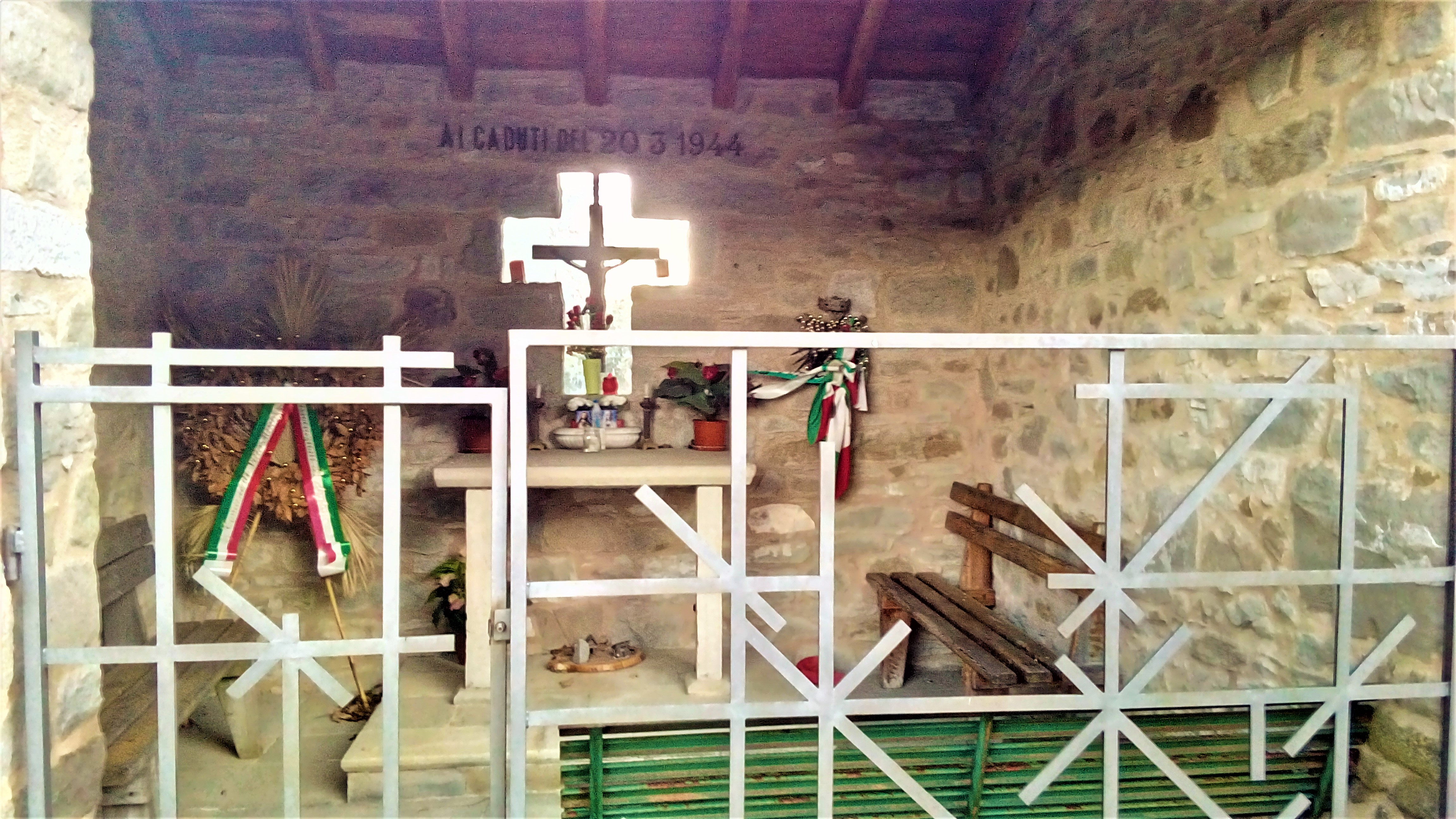
Kapelle zum Gedenken an die Opfer von Cervarolo

Auch in Cervarolo (⊙) hatte Richard Heimann die örtliche Befehlsgewalt von von Loeben erhalten. Die Aufklärungsabteilung Hermann Göring sollte am 20. März 1944 die Operation durchführen, obwohl die Partisanen das bergige Gebiet bereits verlassen hatten. Verstärkt wurde die Abteilung mit acht deutschen Soldaten. Beteiligt waren darüber hinaus  „19 deutsche und französische NSKK-Legionäre“ und 30 italienische Milizionäre. Durchgeführt wurde das Massaker nach dem gleichen Schema wie in Monchio. Das Dorf wurde umzingelt, die Bewohner zusammengetrieben, mehrere Stunden festgehalten und misshandelt. Insbesondere der Pfarrer des Dorfes wurde gequält und gedemütigt. Die Frauen und Kinder wurden mit wenigen Habseligkeiten aus dem Dorf getrieben, mehrere junge Frauen wurden vergewaltigt und die Häuser in Brand gesetzt. 24 im Dorf festgehaltene Männer im Alter von 17 bis 84 Jahren wurden am Abend des 20. März auf einem Hof erschossen.

## Urteile
Die Beweisaufnahmen wegen oben genannter Kriegsverbrechen begannen im Jahr 2005 zunächst durch die Militär-Staatsanwaltschaft in La Spezia und später durch die in Verona. Am 6. Juli 2011 spricht das Militärgericht von Verona das Urteil über 12 Wehrmachtsangehörige der Fallschirm-Panzer-Division „Hermann Göring“ wegen Kriegsverbrechen in dem Zeitraum vom 18. März bis zum 5. Mai 1944 aus. Angeklagte sind während des Prozesses verstorben. Zwei der Angeklagten werden freigesprochen und sieben werden zu lebenslanger Haft verurteilt. Zusätzlich müssen die Verurteilten Entschädigungen entrichten und die Kosten des Verfahrens tragen.
Den Angeklagten
- Leutnant Fritz Olberg und
- Feldwebel Wilhelm Karl Stark wurden die Beteiligungen an den Massakern in Cervarolo, Mommio und am Monte Falterona nachgewiesen, ebenso
- Leutnant Hans Georg Karl Winkler an den Massakern am Monte Falterona und in Mommio, Leutnant Ferdinand Osterhaus († 2014) an den Massakern in Monchio, Susano und Costrignano und Mommio,
- Leutnant Ferdinand Osterhaus an den Massakern von Cervarolo und Susano und Costrignano und Mommio,
- Hauptmann Helmut Odenwald an den Massakern in Monchio, Susano und Costrignano, am Monte Morello und am Monte Falterona,
- Gefreiten Alfred Lühmann an den Massakern in Monchio, Susano und Costrignano und am Monte Falterona und
- Oberleutnant Erich Koeppe an den Massakern am Monte Morello und am Monte Falterona.

Die Verurteilten waren Soldaten in verschiedenen Einheiten der Fallschirm-Panzer-Division „Hermann Göring“. Freigesprochen wurden Karl Wilke und Karl Friedrich Mess.
Die Angeklagten waren in den Verhandlungen vor Gericht nicht anwesend und die Urteile wurden nie vollstreckt. Allerdings sehen die Urteile auch Entschädigungsansprüche gegen den deutschen Staat vor. Die Bundesregierung hat daraufhin beim Internationalen Gerichtshof in Den Haag, dem höchsten Gericht der Vereinten Nationen, erfolgreich den Antrag gestellt, dass der deutsche Staat wegen einer sogenannten „Staatenimmunität“ keine Zahlungen leisten muss. Dieses Urteil erging am 3. Februar 2012.

## Gedenken und Nachwirken
Am Monte San Giulia befindet sich ein Erinnerungspark, der der Opfer von Monchio und der umliegenden Weiler mit Skulpturen gedenkt. An der Piazza Caduti in Monchio wurde ein Denkmal mit den Namen der Opfer aufgestellt, ein weiteres Denkmal befindet sich inmitten eines Kinderspielplatzes.

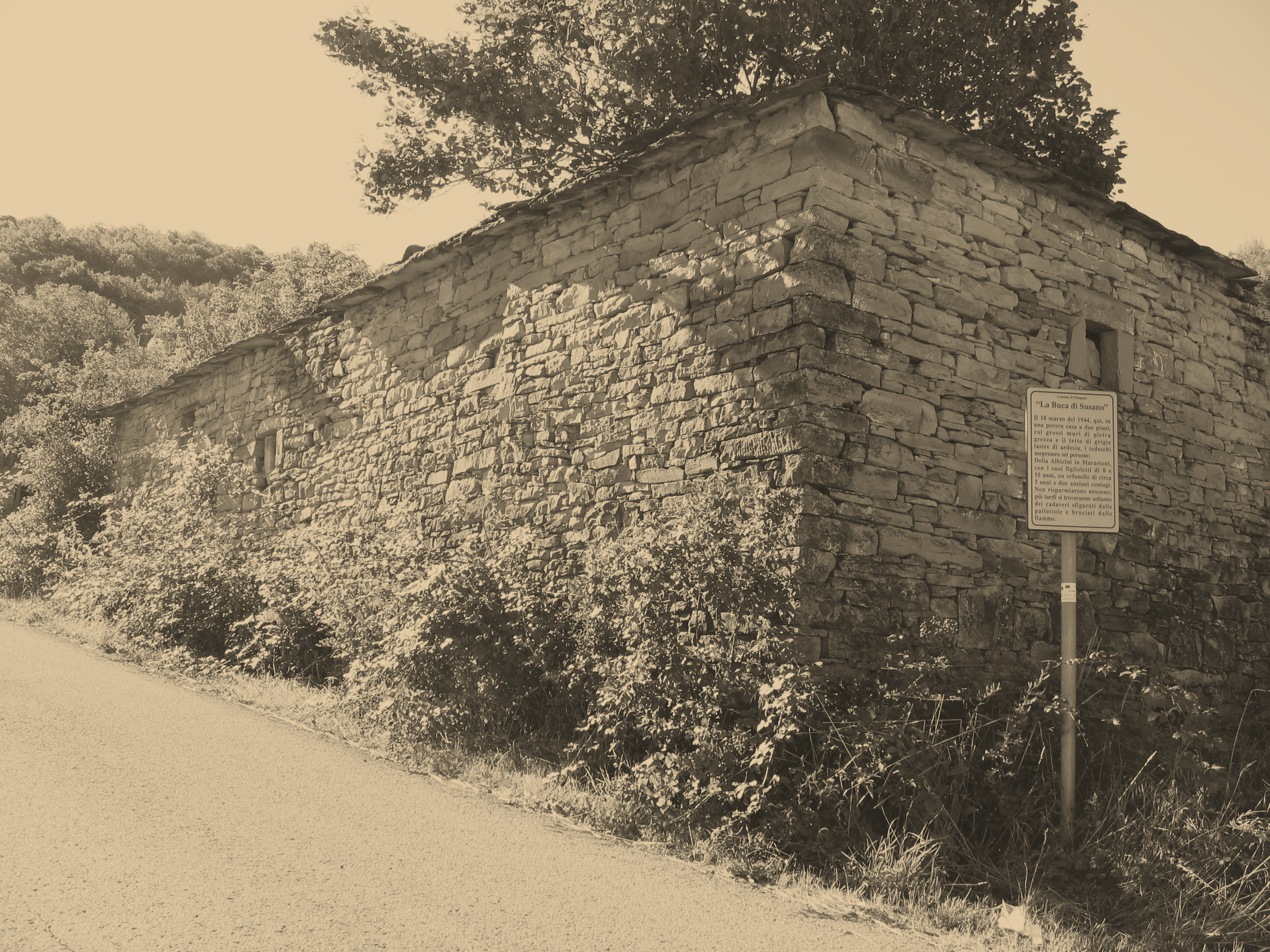
Das zerstörte Bauernhaus mit Hinweisschild

In Susano befindet sich ein Gedenkstein an das Massaker. An einem von der Wehrmacht zerstörten Bauernhaus, eine Ruine, befindet sich ein Hinweisschild an die ermordete Bauernfamilie, darunter drei Kinder.
Auf der Strada Panoramica von Palagano nach Costrignano erinnert ein sternernes Denkmal an die Opfer.
Am Ortseingang von Cervarolo gibt es eine italienisch- und deutschsprachige Gedenktafel aus Carrara-Marmor und eine Tafel mit Porträts von Opfern.
Der Film Die Geige aus Cervarolo, eine erzählerische Dokumentation, behandelt dieses Kriegsverbrechen im besetzten Italien.